# Herre jag beder
Herre jag beder är en psalmtext författad av Lina Sandell-Berg och har fyra 4-radiga verser. 
Melodin är komponerad av Carl Eric Sjögreen.

## Publicerad i
- Hemlandssånger 1891 som nr 295 under rubriken "Kärleken".
- Svensk söndagsskolsångbok 1908 som nr 144 under rubriken "Böne- och lovsånger".
- Svenska Missionsförbundets sångbok 1920 som nr 568 under rubriken "Ungdomsmission".
- Sionstoner 1935 som nr 618 under rubriken "Ungdom".
- Guds lov 1935 som nr 302 under rubriken "Erfarenheter på trons väg".
- Sions Sånger 1951 som nr 68
- Sions Sånger 1981 som nr 130 under rubriken "Kristlig vandel".
- Lova Herren 1988 som nr 568 under rubriken "Guds barn i bön och efterföljelse".